# George Edwards

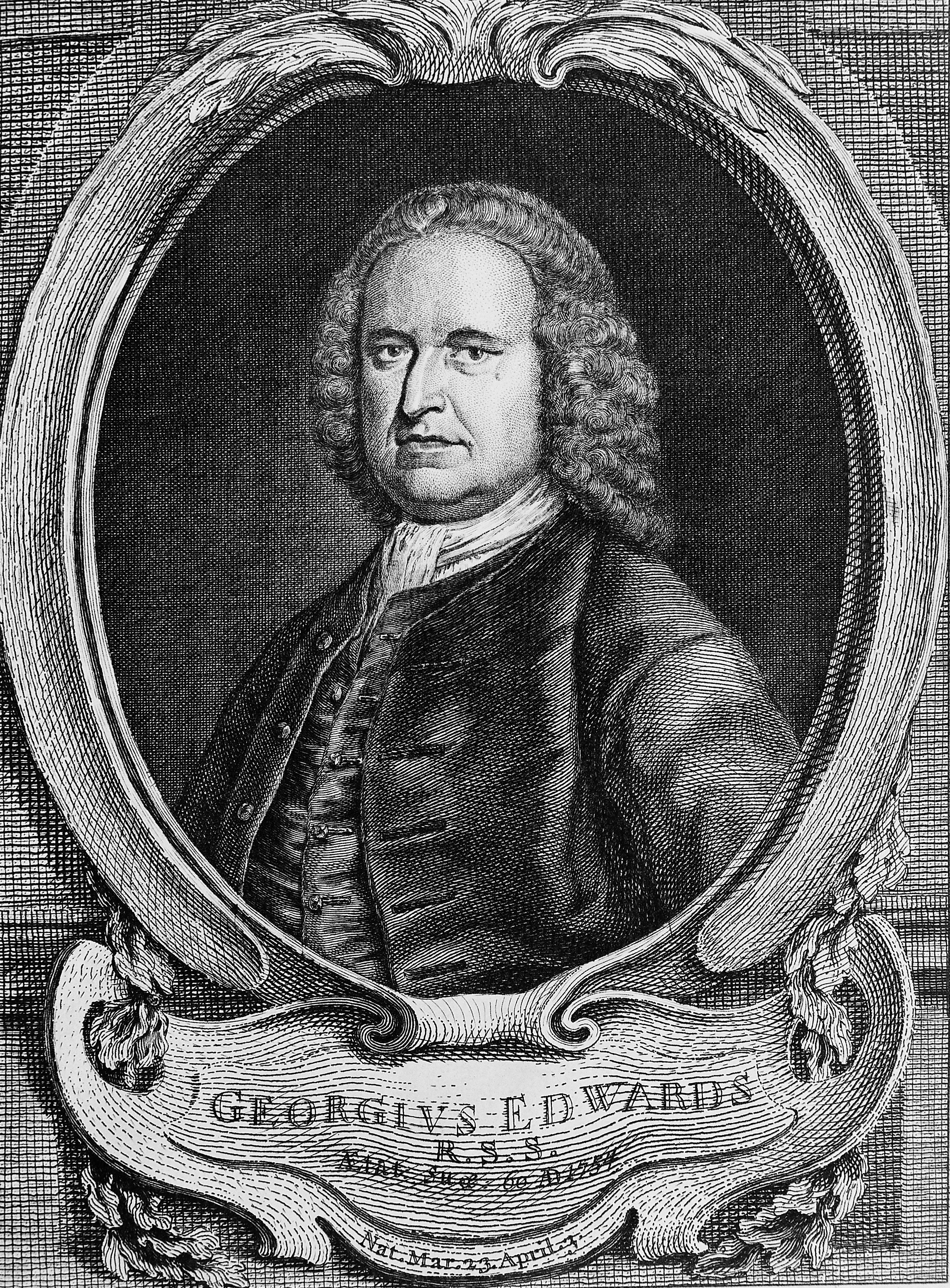
George Edwards

George Edwards (Stratford (Londen), 3 april 1694 – Plaistow (Newham), 23 juli 1773) was een Engels natuuronderzoeker en ornitholoog. Hij wordt de 'vader van de Britse ornithologie' genoemd. Zijn A Natural History of Birds was een van de werken waarop Linnaeus in 1758 in Systema naturae zijn namen van vogels baseerde.

## Leven
Edwards werd geboren in Stratford, in die tijd een gehucht dat onderdeel was van West Ham. Toen hij ongeveer zes jaar oud was ging hij naar een kostschool in Leytonstone, niet ver daarvandaan. Daarna bezocht hij Brentwood Grammar School in Brentwood. Na zijn schooltijd kwam hij als leerling in de zaak van John Dod, een koopman in Fenchurch Street, Londen. Door een toeval had hij daar de gelegenheid om een paar jaar lang in zijn vrije tijd een grote collectie boeken over natuurhistorische onderwerpen te bestuderen, en aan het eind van een periode van zeven jaar als leerling, besloot hij een ander vak te kiezen.
In augustus 1716 reisde hij naar Holland voor een bezoek van twee maanden. In 1718 bood de mogelijkheid zich aan om naar Noorwegen te reizen, en in mei 1719 reisde hij via Dieppe naar Parijs. Die stad vond hij te duur, en hij trok naar Guyancourt, niet ver van Versailles, waar hij zijn intrek nam bij een schoolmeester. Van daaruit verkende hij de omgeving, bezocht kerken, tentoonstellingen en verzamelingen in Parijs, en maakte te voet een excursie naar Châlons-en-Champagne, als begeleider van de zoon van zijn gastheer, en een naar Orléans en Blois. In die tijd begon hij ook tekeningen te maken "als geheugensteuntjes" van wat hij gezien had. Na bijna twee jaar Frankrijk keerde hij eind januari 1721 terug in Londen. In juni en juli van dat jaar bezocht hij nog per schip Newcastle upon Tyne.
In de tien jaar die daarop volgden bleef hij in London, en bekwaamde zich in het tekenen van objecten naar de natuur, en het inkleuren daarvan, waarbij hij zich met name toelegde op vogels. Al snel verwierf hij daarin een zekere faam, wat hem hielp bij het verkopen van zijn werk. Hij deed ook werk in opdracht. In 1731 verliet hij Engeland voor het eerst weer, voor een bezoek aan Holland en Brabant, waar hij het werk van meesterschilders bestudeerde.
In 1733 werd hij op aanbevelen van Sir Hans Sloane benoemd tot pedel van het Royal College of Physicians in Londen, waarvan Sloane op dat moment voorzitter was. De pedel was de beheerder van het college en de persoon die verantwoordelijk was voor de bezittingen ervan. Hans Sloane was al enige jaren een van Edwards' opdrachtgevers, en liet hem tekeningen maken van dieren uit zijn eigen collectie. Edwards noemde zichzelf de "bibliothecaris" van het college; inderdaad was een van zijn taken om voor de bibliotheek te zorgen.
In 1743 publiceerde Edwards het eerste deel van zijn History of Birds. Het vierde deel daarvan verscheen in 1751, waarna het nog gevolgd werd door een driedelig aanvullend werk genaamd Gleanings of Natural History (uitgegeven in 1758, 1760 en 1764). De twee titels samen bevatten gravures en beschrijvingen van in totaal meer dan 600 natuurhistorische onderwerpen die nog niet eerder waren beschreven of afgebeeld. Hij voegde een algemene index in het Frans en Engels toe, die later door Carl Linnaeus zelf werd aangevuld met binominale namen. Edwards correspondeerde regelmatig met Linnaeus. 
In 1750 ontving Edwards de Copley Medal voor het publiceren van A Natural History of Birds. In 1757 werd hij als lid in de Royal Society gekozen.
Edwards ging in 1764 met pensioen en trok zich terug in Plaistow, waar hij in 1773 overleed.

## Voorbeelden uit het werk van Edwards

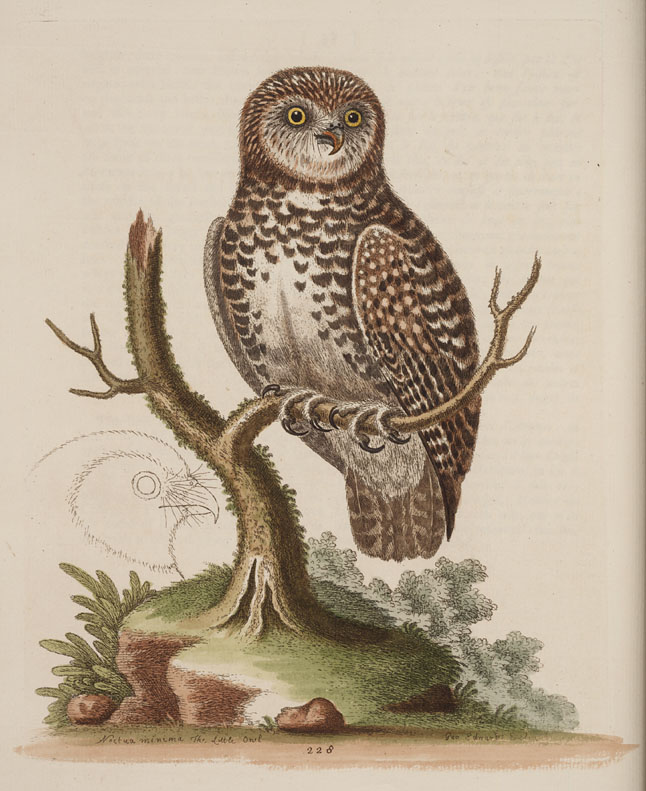
Noctua minima; Dwerguil, Glaucidium passerinum (Linnaeus, 1758)
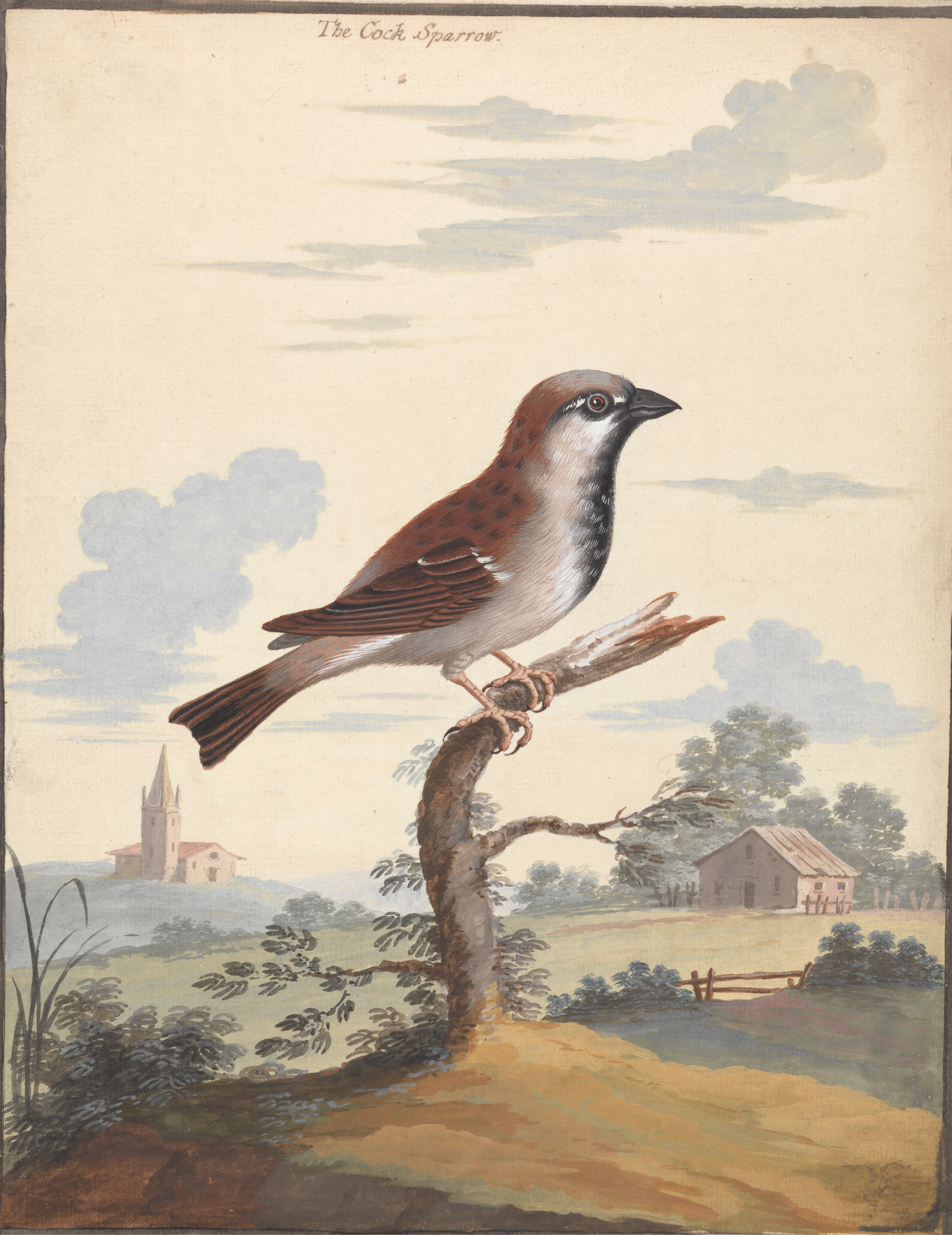
The cock sparrow; huismus, Passer domesticus (Linnaeus, 1758)
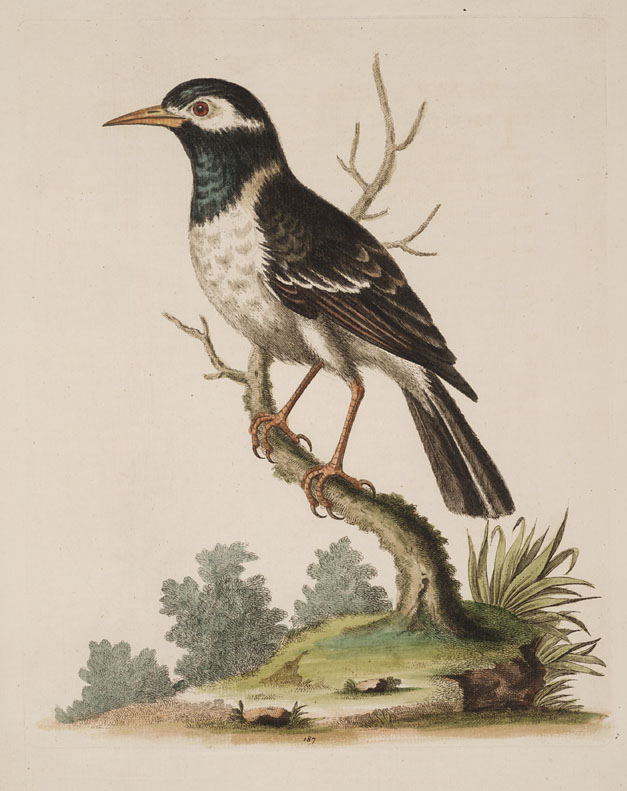
The black and white Indian starling; Indiase eksterspreeuw, Gracupica contra (Linnaeus, 1758)

- Biblioteca Nacional de España: XX5439972
- Author citation (botany): G.Edwards
- Stuttgart Database of Scientific Illustrators 1450–1950: 1683
- Gemeinsame Normdatei: 117497045
- International Standard Name Identifier: 0000 0000 7857 403X
- Library of Congress Control Number: n85089987
- Nationale Bibliotheek van Tsjechië: ola2010579293
- Nederlandse Thesaurus van Auteursnamen: 299338754
- RKD-Nederlands Instituut voor Kunstgeschiedenis: 25512
- Istituto Centrale per il Catalogo Unico: TO0V500388
- LIBRIS: 171442
- SNAC: w6q55sgr
- Système universitaire de documentation: 157627683
- Union List of Artist Names: 500029410
- Virtual International Authority File: 13086266
- WorldCat: E39PBJk4FHCCcTvQWypBGctdwC